# Britomartis viga
Britomartis viga är en fjärilsart som beskrevs av Corbet 1940. Britomartis viga ingår i släktet Britomartis och familjen juvelvingar. Inga underarter finns listade i Catalogue of Life.